# Spoorlijn Hildesheim - Groß Gleidingen
De spoorlijn Hildesheim - Groß Gleidingen is een Duitse spoorlijn in Nedersaksen en is als spoorlijn 1772 onder beheer van DB Netze.

## Geschiedenis
Het traject werd door de Preußische Staatseisenbahnen geopend tussen augustus 1888 en februari 1889. 
De spoorlijn is lange tijd van gering belang geweest, deels door het feit dat Braunschweig tot 1960 een kopstation had en het feit dat door de Duitse deling er weinig doorgaand verkeer naar het oosten was vanaf Braunschweig. Met de bouw van de spoorlijn Hannover - Würzburg en de verbindingsboog aan deze lijn nam het belang toe, derhalve is de spoorlijn in 2012 op twee sporen gebracht. 

## Treindiensten
De Deutsche Bahn verzorgt het personenvervoer op dit traject met ICE en RB treinen.
| Serie  | Treinsoort                        | Route | Bijzonderheden                        |
| ------ | --------------------------------- | --- | ------------------------------------- |
| ICE 3  | InterCityExpress (DB Fernverkehr) | Berlin Hbf – Hannover Hbf – Frankfurt (Main) Hbf – [ Darmstadt Hbf ] / [ Mannheim Hbf – Stuttgart Hbf – Ulm Hbf – Augsburg Hbf – München Hbf ] |                                       |
| ICE 11 | InterCityExpress (DB Fernverkehr) | [ Berlin Ostbahnhof – Berlin Hbf – Berlin-Spandau – Braunschweig Hbf – Hildesheim Hbf – Göttingen – Kassel-Wilhelmshöhe – Fulda – Hanau Hbf – Frankfurt (Main) Hbf ] / [ Wiesbaden Hbf – Mainz Hbf – Worms Hbf ] – Mannheim Hbf – Stuttgart Hbf – Ulm Hbf – Augsburg Hbf – München-Pasing – München Hbf                                                     | Één trein van Wiesbaden naar München. |
| ICE 12 | InterCityExpress (DB Fernverkehr) | Berlin Ostbahnhof – Berlin Hbf – Berlin-Spandau – Wolfsburg Hbf – Braunschweig Hbf – Hildesheim Hbf – Göttingen – Kassel-Wilhelmshöhe – Fulda – Hanau Hbf – Frankfurt (Main) Hbf – Mannheim Hbf – Karlsruhe Hbf – Offenburg – Freiburg (Breisgau) Hbf – Basel Bad Bf – Basel SBB – Liestal – Olten – Bern – Thun – Spiez – Interlaken West – Interlaken Ost |                                       |
| RE 50  | Regional-Express (enno)           | Hildesheim Hbf – Braunschweig Hbf – Wolfsburg Hbf |                                       |

## Aansluitingen
In de volgende plaatsen is of was er een aansluiting op de volgende spoorlijnen:
Hildesheim
DB 1770, spoorlijn tussen Lehrte en Nordstemmen
DB 1773, spoorlijn tussen Hildesheim en Goslar
Broistedt
DB 9198, spoorlijn tussen Peine en Broistedt
DB 9199, spoorlijn tussen Broistedt en Salzgitter-Calbrecht
Groß Gleidingen
DB 1730, spoorlijn tussen Hannover en Braunschweig
DB 1910, spoorlijn tussen Groß Gleidingen en Braunschweig
DB 1922, spoorlijn tussen Groß Gleidingen en Beddingen

## Elektrificatie
Het traject werd in 1976 geëlektrificeerd met een wisselspanning van 15.000 volt 16⅔ Hz.